# گینزویل (فلوریدا)
گِینزویل (به انگلیسی: Gainesville) شهری در شهرستان آلاچوا، ایالت فلوریدا است که در سال ۱۸۶۹ بنیان‌گذاری شده‌است. این شهر طبق سرشماری سال ۲۰۱۰ میلادی، ۱۲۴٬۴۳۳ نفر جمعیت داشته و مساحت آن ۱۲۷٫۲ کیلومتر مربع است.